# James Vernon Scotti
James Vernon Scotti (Bandon, 1960) è un astronomo statunitense.

## Biografia
James Scotti si è laureato in Astronomia (B.S.) all'Università dell'Arizona di Tucson nel 1983. Attualmente sta lavorando per ottenere un Ph.D. presso la Queens University in Belfast (Irlanda del Nord) . Ha come hobby la pittura e la fotografia .

## Carriera
Dopo la laurea è rimasto all'Università dell'Arizona lavorando al progetto Spacewatch , uno dei programmi che cercano e studiano i corpi minori del sistema solare: asteroidi e comete . In particolare Scotti si dedica a ricerche e osservazioni sugli asteroidi near-Earth e sugli oggetti transnettuniani, alla stima dei rischi di impatto, allo studio dell'origine e dell'evoluzione delle comete. A suo tempo si è occupato della cometa Cometa Shoemaker-Levy 9, confermandone la scoperta, studiandone l'orbita, la sua evoluzione passata e calcolando le effemeridi dell'impatto con il pianeta Giove .

## Scoperte
Scotti è un prolifico scopritore di asteroidi: negli ultimi vent'anni, dal 1989 al 2008 ha scoperto 144 asteroidi oltre ad essere il coscopritore di altri sette, molti di essi sono NEA. Tra gli asteroidi scoperti da Scotti sono degni di nota: 
- 1991 VG[4], scoperto il 6 novembre 1991, gli elementi orbitali lasciano aperta la possibilità che si tratti di uno stadio di un razzo vettore Saturn IVB lanciato nel 1973 o 1974[5].
- 1994 XM1, scoperto da Scotti il 9 dicembre 1994[6], ebbe un passaggio molto ravvicinato con la Terra a poco più di 100.000 km[7]: il suo diametro è di circa 10 metri.
- 8405 Asbolus[8], un centauro coscoperto assieme a Robert Jedicke.
- 10199 Chariklo[9], un centauro.
- (35396) XF11 1997[10], che per un certo periodo ha attirato l'attenzione generale quando poco dopo la sua scoperta i calcoli preliminari basati sulle prime osservazioni indicarono la possibilità di una collisione con la Terra nel 2028, in seguito ad ulteriori osservazioni fu calcolata una più precisa orbita che escluse la possibilità di collisione.

Scotti ha riscoperto più di sessanta comete dal 1985 e ha scoperto due comete non periodiche, C/2010 E5 Scotti e C/2010 F3 Scotti, e dieci comete periodiche: 202P/Scotti (Scotti 2), 244P/Scotti (Scotti 1), 377P/Scotti (Scotti 3), P/2010 C1 Scotti (Scotti 4), P/2010 H4 Scotti (Scotti 5), P/2010 H5 Scotti (Scotti 6), la 416P/Scotti (Scotti 7), la 430P/Scotti (Scotti 8), la 416P/Scotti (Scotti 9) e la 431P/Scotti (Scotti 10).
Scotti ha anche coscoperto il satellite gioviano
Calliroe

## Riconoscimenti
L'asteroide 1983 CN è stato denominato 3594 Scotti in suo onore .